# مخ سر (مقاطعة فومن)
مخ سر (بالفارسية: مخ سر) هي قرية تقع في غيلان في إيران. يقدر عدد سكانها بـ 220 نسمة بحسب إحصاء 2016.